# Ruger MP9
De Ruger MP9 is een machinepistool ontworpen door Uziel Gal en gefabriceerd door Ruger. De MP9 werd in 1995 ontworpen voor gebruik door de Amerikaanse politie en leger

## Statistieken
|                             | MP9                 |
| --------------------------- | ------------------- |
| Kaliber                     | 9x19mm Parabellum   |
| Leeggewicht                 | 3 kg                |
| Lengte (met en zonder kolf) | 556 / 376 mm        |
| Lengte (loop)               | 173 mm              |
| Vuursnelheid                | 550-650 schoten/min |
| Magazijngrootte             | 32 patronen         |
| Effectief bereik            | 50 - 100 m          |